# (A)live
A(live) – czwarty album koncertowy Burning Speara, jamajskiego wykonawcy muzyki reggae.
Ten dwupłytowy album został wydany w roku 1998 przez francuską wytwórnię Musidisc Records. Znalazły się na nim nagrania z dwóch koncertów Speara w roku 1997: podczas festiwalu WOMAD w Malmesbury oraz w słynnej sali koncertowej Maritime Hall w San Francisco. Produkcją krążka zajął się sam wokalista.
W roku 2006 nakładem Burning Music, własnej wytwórni Speara, ukazała się reedycja albumu.

## Lista utworów

### CD 1
1. "Intro"
2. "Spear Burning"
3. "The Youths"
4. "Play Jerry"
5. "Mi Gi Dem"
6. "Tumble Down"
7. "Burning Reggae"
8. "Postman"
9. "Slavery Days"
10. "Creation"

### CD 2
1. "Cry Blood"
2. "Not Stupid"
3. "This Man"
4. "Identity"
5. "Naya Keet"
6. "Marcus Garvey"
7. "Columbus"
8. "Red, Green & Gold"

## Muzycy
- Eugene Grey – gitara
- Linford Carby – gitara rytmiczna
- Paul Beckord – gitara basowa
- Nelson Miller – perkusja
- Stephen Stewart – keyboard
- James Smith – trąbka